# Éliminatoires de la Coupe du monde de football 2018 : zone Afrique, groupe A
Navigation
Groupe B
Le groupe A des éliminatoires de la Coupe du monde 2018 est composé de la Tunisie, de la Libye, de la république démocratique du Congo, et enfin de la Guinée, qui vient compléter le groupe.
Seul le 1er est qualifié pour la coupe du monde 2018. En cas d'égalité de points, à l'issue des matchs de groupe, celui-ci est désigné suivant les critères de la FIFA.
Le calendrier du groupe A a été publié par la FIFA le 24 juin 2016, suivant le tirage au sort au Caire en Égypte

## Résultats
| Rang | Équipe   | Pts | J | G | N | P | Bp | Bc | Diff |  | Résultats (▼ dom., ► ext.) |     |     |     |     |
| ---- | -------- | --- | - | - | - | - | -- | -- | ---- |  | -------------------------- | --- | --- | --- | --- |
| 1    | Tunisie  | 14  | 6 | 4 | 2 | 0 | 11 | 4  | +7   |  | Tunisie                    |     | 2-1 | 0-0 | 2-0 |
| 2    | RD Congo | 13  | 6 | 4 | 1 | 1 | 14 | 7  | +7   |  | RD Congo                   | 2-2 |     | 4-0 | 3-1 |
| 3    | Libye    | 4   | 6 | 1 | 1 | 4 | 4  | 10 | -6   |  | Libye                      | 0-1 | 1-2 |     | 1-0 |
| 4    | Guinée   | 3   | 6 | 1 | 0 | 5 | 6  | 14 | -8   |  | Guinée                     | 1-4 | 1-2 | 3-2 |     |

| 1re journée                  | RD Congo                                    | 4 - 0   | Libye                       | Stade des Martyrs, Kinshasa                      |                                                  |
| 8 octobre 2016 18h30 (UTC+1) | Mbokani 6e 56e · Bolingi 45+2e · Mubele 69e | (2 - 0) |                             | Spectateurs : 30 000 Arbitrage : Mahamadou Keita | Spectateurs : 30 000 Arbitrage : Mahamadou Keita |
| 8 octobre 2016 18h30 (UTC+1) |                                             | Rapport | 45+1e Elgadi · 52e Al-Badri | Spectateurs : 30 000 Arbitrage : Mahamadou Keita | Spectateurs : 30 000 Arbitrage : Mahamadou Keita |

| 9 octobre 2016 | Tunisie                        | 2 - 0   | Guinée     | Stade Mustapha-Ben-Jannet, Monastir                |                                                    |
| 18h00 (UTC+1)  | Abdennour 58e · Ben-Hatira 80e | (0 - 0) |            | Spectateurs : 9 000 Arbitrage : Thierry Nkurunziza | Spectateurs : 9 000 Arbitrage : Thierry Nkurunziza |
| 18h00 (UTC+1)  | Harbaoui 62e                   | Rapport | 60e Soumah | Spectateurs : 9 000 Arbitrage : Thierry Nkurunziza | Spectateurs : 9 000 Arbitrage : Thierry Nkurunziza |

| 2e journée                     | Libye           | 0 - 1   | Tunisie                                 | Stade Omar-Hamadi, Alger ( Algérie)           |                                               |
| 11 novembre 2016 20h00 (UTC+1) |                 | (0 - 0) | 58e (pen.) Khazri                       | Spectateurs : 3 000 Arbitrage : Davies Omweno | Spectateurs : 3 000 Arbitrage : Davies Omweno |
| 11 novembre 2016 20h00 (UTC+1) | Salama 16e, 49e | Rapport | 32e Khenissi · 58e Sassi · 62e Dhaouadi | Spectateurs : 3 000 Arbitrage : Davies Omweno | Spectateurs : 3 000 Arbitrage : Davies Omweno |

| 13 novembre 2016 | Guinée            | 1 - 2   | RD Congo                 | Stade du 28-Septembre, Conakry               |                                              |
| 17h30 (UTC+1)    | Soumah 23e (pen.) | (1 - 0) | 54e Kebano · 56e Bolasie | Spectateurs : 30 000 Arbitrage : Sidi Alioum | Spectateurs : 30 000 Arbitrage : Sidi Alioum |
| 17h30 (UTC+1)    |                   | Rapport | 12e Bompunga             | Spectateurs : 30 000 Arbitrage : Sidi Alioum | Spectateurs : 30 000 Arbitrage : Sidi Alioum |

| 3e journée                 | Guinée                               | 3 - 2   | Libye                  | Stade du 28-Septembre, Conakry                         |                                                        |
| 31 août 2017 17h00 (UTC+1) | Keita 7e · Camara 22e · Bangoura 90e | (2 - 0) | 87e Sabbou · 88e Zuway | Spectateurs : 13 750 Arbitrage : Souleiman Ahmed Djama | Spectateurs : 13 750 Arbitrage : Souleiman Ahmed Djama |
| 31 août 2017 17h00 (UTC+1) |                                      | Rapport | 69e Al-Warfali         | Spectateurs : 13 750 Arbitrage : Souleiman Ahmed Djama | Spectateurs : 13 750 Arbitrage : Souleiman Ahmed Djama |

| 1er septembre 2017 | Tunisie                                                | 2 - 1   | RD Congo    | Stade Olympique, Radès                              |                                                     |
| 21h00 (UTC+1)      | Meriah 17e (pen.) · Chaalali 47e                       | (1 - 1) | 43e Bakambu | Spectateurs : 30 000 Arbitrage : Eric Otogo-Castane | Spectateurs : 30 000 Arbitrage : Eric Otogo-Castane |
| 21h00 (UTC+1)      | S. Ben Youssef 30e · F. Ben Youssef 33e · Khenissi 40e | Rapport | 17e Issama  | Spectateurs : 30 000 Arbitrage : Eric Otogo-Castane | Spectateurs : 30 000 Arbitrage : Eric Otogo-Castane |

| 4e journée                     | Libye                                                                  | 1 - 0   | Guinée                                              | Stade Mustapha-Ben-Jannet, Monastir ( Tunisie) |                                                |
| 4 septembre 2017 20h00 (UTC+1) | Elhouni 36e                                                            | (1 - 0) |                                                     | Spectateurs : 1 500 Arbitrage : Abou Coulibaly | Spectateurs : 1 500 Arbitrage : Abou Coulibaly |
| 4 septembre 2017 20h00 (UTC+1) | Elgadi 11e, 63e · Aleyat 18e · Sabbou 57e · Nashnoush 67e · Allafi 89e | Rapport | 1e Kamano · 33e Camara · 78e Bangoura · 90+2e Keïta | Spectateurs : 1 500 Arbitrage : Abou Coulibaly | Spectateurs : 1 500 Arbitrage : Abou Coulibaly |

| 5 septembre 2017 | RD Congo                | 2 - 2   | Tunisie                  | Stade des Martyrs, Kinshasa                     |                                                 |
| 18h30 (UTC+1)    | Mbemba 10e · M'Poku 48e | (1 - 0) | 77e Ben Amor · 79e Badri | Spectateurs : 80 000 Arbitrage : Daniel Bennett | Spectateurs : 80 000 Arbitrage : Daniel Bennett |
| 18h30 (UTC+1)    | Mubele 53e              | Rapport | 87e Meriah               | Spectateurs : 80 000 Arbitrage : Daniel Bennett | Spectateurs : 80 000 Arbitrage : Daniel Bennett |

| 5e journée                   | Guinée                                            | 1 - 4   | Tunisie                           | Stade du 28-Septembre, Conakry                 |                                                |
| 7 octobre 2017 17h00 (UTC+1) | Naby Keita 35e                                    | (1 - 1) | 45e 74e 90e Msakni · 83e Ben Amor | Spectateurs : 12 000 Arbitrage : Janny Sikazwe | Spectateurs : 12 000 Arbitrage : Janny Sikazwe |
| 7 octobre 2017 17h00 (UTC+1) | Baldé 45+1e · Diallo 76e · Kaba 79e · Keïta 90+4e | Rapport | 22e Chaalali                      | Spectateurs : 12 000 Arbitrage : Janny Sikazwe | Spectateurs : 12 000 Arbitrage : Janny Sikazwe |

|               | Libye          | 1 - 2   | RD Congo                 | Stade Mustapha-Ben-Jannet, Monastir ( Tunisie) |                                               |
| 18h00 (UTC+1) | Al Musrati 69e | (0 - 0) | 50e Bakambu · 75e Mubele | Spectateurs : 750 Arbitrage : Malang Diedhiou  | Spectateurs : 750 Arbitrage : Malang Diedhiou |
| 18h00 (UTC+1) | Al-Maghasi 77e | Rapport | 81e Bakambu              | Spectateurs : 750 Arbitrage : Malang Diedhiou  | Spectateurs : 750 Arbitrage : Malang Diedhiou |

| 6e journée                     | Tunisie      | 0 - 0      | Libye                      | Stade Olympique, Radès                               |                                                      |
| 11 novembre 2017 18h30 (UTC+1) |              | (0 - 0)    |                            | Spectateurs : 56 000 Arbitrage : Hamada Nampiandraza | Spectateurs : 56 000 Arbitrage : Hamada Nampiandraza |
| 11 novembre 2017 18h30 (UTC+1) | Ben Amor 71e | [ Rapport] | 80e Nashnoush · 83e Benali | Spectateurs : 56 000 Arbitrage : Hamada Nampiandraza | Spectateurs : 56 000 Arbitrage : Hamada Nampiandraza |

|               | RD Congo                                               | 3 - 1      | Guinée         | Stade des Martyrs, Kinshasa                 |                                             |
| 18h30 (UTC+1) | Sidibé 61e (csc) · Bolingi 90+2e (pen.) · Kebano 90+3e | (0 - 0)    | 71e Karamokoba | Spectateurs : 3 000 Arbitrage : Sidi Alioum | Spectateurs : 3 000 Arbitrage : Sidi Alioum |
| 18h30 (UTC+1) | Maghoma 65e · Bokila 87e                               | [ Rapport] | 10e Baldé      | Spectateurs : 3 000 Arbitrage : Sidi Alioum | Spectateurs : 3 000 Arbitrage : Sidi Alioum |

## Buteurs
| Position | Joueur                 | Pays     | Buts |
| -------- | ---------------------- | -------- | ---- |
| 1        | Youssef Msakni         | Tunisie  | 3    |
| 2        | Mohamed Amine Ben Amor | Tunisie  | 2    |
| -        | Naby Keita             | Guinée   | 2    |
| -        | Cédric Bakambu         | RD Congo | 2    |
| -        | Jonathan Bolingi       | RD Congo | 2    |
| -        | Neeskens Kebano        | RD Congo | 2    |
| -        | Dieumerci Mbokani      | RD Congo | 2    |
| -        | Firmin Ndombe Mubele   | RD Congo | 2    |
| -        | Alkhaly Bangoura       | Guinée   | 1    |
| -        | Demba Camara           | Guinée   | 1    |
| -        | Keita Karamokoba       | Guinée   | 1    |
| -        | Seydouba Soumah        | Guinée   | 1    |
| -        | Elmutasem Al Musrati   | Libye    | 1    |
| -        | Hamdou Elhouni         | Libye    | 1    |
| -        | Motasem Sabbou         | Libye    | 1    |
| -        | Akram Zuway            | Libye    | 1    |
| -        | Yannick Bolasie        | RD Congo | 1    |
| -        | Chancel Mbemba         | RD Congo | 1    |
| -        | Paul-José M'Poku       | RD Congo | 1    |
| -        | Aymen Abdennour        | Tunisie  | 1    |
| -        | Anice Badri            | Tunisie  | 1    |
| -        | Änis Ben-Hatira        | Tunisie  | 1    |
| -        | Ghailene Chaalali      | Tunisie  | 1    |
| -        | Wahbi Khazri           | Tunisie  | 1    |
| -        | Yassine Meriah         | Tunisie  | 1    |

but contre son camp
| Position | Joueur         | Pays   | Buts | contre   |
| -------- | -------------- | ------ | ---- | -------- |
| -        | Ousmane Sidibé | Guinée | 1    | RD Congo |